# Corte marziale
La corte marziale è un organo giudicante che giudica i membri delle forze armate per violazioni del diritto militare, in particolare del diritto penale militare di guerra, e per crimini contro i civili.
Una corte marziale ha il potere di determinare la colpevolezza dei membri delle forze armate soggetti alla legge militare e, se l'imputato è colpevole, di deciderne la punizione.
La maggior parte dei corpi militari utilizza un sistema di corti marziali per quei casi in cui potrebbe essersi verificata una violazione della disciplina militare. Alcuni paesi, tuttavia, non hanno alcuna corte marziale in tempo di pace (è questo il caso, ad esempio, della Francia e della Germania, dove sono utilizzati tribunali ordinari civili). Inoltre, le corti marziali possono essere utilizzate per processare i prigionieri di guerra per aver commesso dei crimini di guerra. La Convenzione di Ginevra richiede che i prigionieri di guerra che sono processati per crimini di guerra siano soggetti alle stesse procedure processuali militari del Paese che li tiene prigionieri.
La maggior parte delle Marine hanno una corte marziale ordinaria che si riunisce ogni qual volta viene perduta una nave. Questo non per presunzione che il suo comandante sia sospettato di negligenza, ma solo affinché le circostanze nelle quali la nave è andata persa siano registrate ufficialmente. Molti comandanti di navi esigono loro stessi, in queste situazioni, la convocazione della corte marziale.

## Composizione
Di solito, una corte marziale predispone un processo con un giudice che presiede, un procuratore e il consiglio di difesa (avvocati e ufficiali) e (in alcuni casi) un gruppo di ufficiali (e talvolta personale di leva) in qualità di giuria. La composizione delle parti varia da un paese all'altro e può anche dipendere dalla gravità dell'accusa.

## Giurisdizione
Le Corti marziali hanno il potere di giudicare un'ampia gamma di reati, molti dei quali sono simili a reati civili quali frode, furto o resa di falsa testimonianza. Altri, come la codardia, la diserzione o l'insubordinazione, sono reati puramente militari. I reati militari sono definiti nelle leggi che riguardano le Forze Armate di un Paese per coloro che ad esse appartengono. 
Le norme per le Forze armate del Canada si trovano nelle Queen's Regulations and Orders e nel National Defence Act. Per quanto riguarda gli appartenenti alle Forze Armate Statunitensi, i reati sono previsti dal Uniform Code of Military Justice (UCMJ). Questi reati, le pene previste per essi e le istruzioni sul modo di condurre il processo, sono esposte in dettaglio per ogni tipo di Forza armata e per ogni Paese.

## Per Stato

### Canada
In Canada vi è un doppio livello di procedimenti. Procedimenti sommari sono presieduti da ufficiali superiori, mentre materie più importanti sono valutate da corti marziali presiedute da giudici militari indipendenti che operano in un Ufficio [indipendente] del Capo dei giudici militari. Le istanze di appello vengono presentate alla Court Martial Appeal Court of Canada. La pena capitale per i reati civili è stata abolita in Canada nel 1976 e nel 1998 anche per quelli militari. Harold Pringle fu l'ultimo militare canadese giustiziato per un reato militare: ciò avvenne nel 1945.

### India
Ci sono quattro tipi di corti marziali in India. Queste sono:
- General Court Martial (GCM)
- District Court Martial (DCM)
- Summary General Court Martial (SGCM)
- Summary Court Martial (SCM).

Secondo l'Army Act, le corti marziali possono processare il personale militare per qualsiasi reato tranne che quelli di omicidio e rapimento di civili, che sono competenza di un Tribunale civile. 

### Italia
In Italia, dove non esiste un organo denominato corte marziale, le violazioni del diritto militare sono di competenza dei tribunali militari.

### Paesi Bassi
Nei Paesi Bassi gli appartenenti ad un corpo militare vengono processati da una speciale sezione militare del Tribunale civile, sita ad Arnhem. Questa sezione è composta da membri delle forze armate cui si aggiungono due giudici civili.
La decisione se iniziare o meno il procedimento viene presa dalla Pubblica accusa civile (Attorney general).

### Regno Unito
Nel Regno Unito la Corte marziale è una delle Military Courts of the United Kingdom. Una legge del 2006 (The Armed Forces Act) stabilisce le Corti marziali come tribunali permanenti, mentre prima le corti marziali venivano istituite caso per caso. La Corte marziale può occuparsi di qualsiasi violazione della legge sul servizio militare. Il tribunale è costituito da un Giudice Designato e da un numero di ufficiali che va da tre a sette, a seconda della gravità del reato.  Le decisioni giuridiche sono prese dal Giudice Designato da solo, mentre quelle sui fatti specifici sono prese a maggioranza dai membri del tribunale, escluso il Giudice Avvocato, le sentenze sono emesse a maggioranza dei membri del tribunale, in questo caso  compreso anche il Giudice Designato.

### Stati Uniti
Negli Stati Uniti d'America le Corti marziali nei casi più comuni sono composte di tre membri delle Forze Armate americane, per i casi di violazione del Codice Uniforme della Giustizia militare (Uniform Code of Military Justice o UCMJ), che è il Codice penale militare. Comunque esse possono venir costituite anche ad altri scopi, compresi i Tribunali militari che assicurano il rispetto delle leggi marziali nei territori occupati. Le Corti marziali sono disciplinate dalle regole di Procedura penale e dalle norme sulle prove redatte nell'apposito Manuale (Manual for Courts-Martial), che contiene le norme per le Corti Marziali, quelle militari sulle prove ed altri dispositivi giuridici.